# حب مستحيل! (فلم هندي)
حب مستحيل! (بالهندية: Pyaar Impossible!) هو فيلم هندي بوليوودي من إخراج المخرج والممثل أوداي تشوبرا، ومن بطولة هذا الأخير رفقة كل من بريانكا تشوبرا ودينو موريا، في حيت تكلفت شركة ياش راج بعملية توزيعه، هذا وقد تم إصداره في 8 يناير من سنة 2010، وهو اقتباس من فيلم هندي آخر أُصدر سنة 1991 وحمل عنوان كيليكامبيتي (بالهندية: Kilukkampetti).

## قصة الفيلم
أبهاي شارما (أوداي تشوبرا) طالب في الولايات المتحدة وهو عبقري لكنه في نفس الوقت غريب الأطوار؛ يُعجب بشدة بالجميلة إليشا (بريانكا تشوبرا)، بل ينجح في إحدى المرات في إنقاذها من الغرق. حينما يحاول زيارتها في أثناء تعافيها، صديقاتها المتعجرفات يمنعنه من ذلك؛ لذا يعود لمنزله في مومباي للعيش مع والده. وبعد مرور سبع سنوات يلتقيان مرة أخرى في سنغافورة، وفي تلك المرة يجد أن إليشيا لديها ابنة صغيرة، لكنها منفصلة عن زوجها، فيضطر أبهاي إلى أن يقوم بعمل مربية الطفلة ليبقى قريبا منها.

## طاقم التمثيل
- بريانكا تشوبرا في دور إليشا
- أوداي تشوبرا في دور أبهاي شارما
- دينو موريا في دورين، الأول فيرون شنغهافي، ثم الثاني سيدهارت
- أنوبام خير في دور أب أبهاي

## الإصدار
تم إصدار الفيلم في بادئ الأمر في عرض موسيقى كا ماها مقابلة (بالهندية: Ka maha muqqabala) من طرف بريانكا تشوبرا وذلك بتاريخ 10 يناير 2010، كما تم عرض الفيلم من طرف المخرج والبطل في نفس الوقت أوداي تشوبرا وذلك في ستار بليس، في حين تم عرضه لاحقا في الرئيس الأكبر (بالإنجليزية: Bigg boss) من طرف الثنائي بريانكا وأوداي.

## الاستقبال

### النقد
لقي فيلم حب مستحيل! نجاحا كبيرا داخل الهند وخارجها، كما حصل على العديد من التقييمات الإيجابية في مختلف المواقع التي تهتم بالسينما البوليوودية، على غرار موقع NDTV Movies والذي أكد على أن الفيلم كان رائعا، كما أن كاتب السيناريو أفلح في إيصال رسالته خلال ال 140 دقيقة، هذا بالإضافة إلى إمكانية مشاهدة الفيلم من العجائز الذين تجاوزوا ال 65 سنة. أما شركة راجيف ماساند (بالهندية: Rajeev Madand) فقد قيمت الفيلم ب 5 من أصل 5.. كما أشادت شركة بوليوود هانجاما معتبرة أنه فيلم رائع يستحق المشاهدة، خصوصا لتطرقه لقصة حب بطريقة دراماتيكية على حد تعبيرهم.

### البوكس أوفيس
حصد الفيلم الهندي حب مستحيل! ما مجموعة 5 كرور في البوكس أوفيس.

## الموسيقى التصويرية
تكلف سليم-سليمان بعملية الإشراف على الموسيقى التصويرية في الفيلم، حيث بدأ العمل على هذا المشروع قبل فترة، ثم انتهى منه وأعلن عن إخراجه في 14 ديسمبر 2009.
| الرقم | العنوان            | العنوان الأصلي            | الأداء                             |
| ----- | ------------------ | ------------------------- | ---------------------------------- |
| 1     | أليشا              | Alisha                    | أنوشكا مانشاندا سليم-سليمان        |
| 2     | حب مستحيل!         | Pyaar Impossible!         | دومينيك كاريجو فيشال دادلاني       |
| 3     | أنت وأنا!          | You and Me!               | نيها بهاسين بيني ديال              |
| 4     | عشرة على عشرة      | 10 on 10                  | ماهوا كامات ناريش كامات أنمول مالك |
| 5     | إكي ذي لاذكي       | Ek thi ladki.             | ريشيكا سوانات                      |
| 6     | أليشا (ريمكس)      | Alisha (remix)            | أنوشكا مانشاندا سليم-سليمان        |
| 7     | حب مستحيل! (ريمكس) | pyaar Impossible! (remix) | دومينيك كاريجو فيشال دادلاني       |

## روابط خارجية
- مقالات تستعمل روابط فنية بلا صلة مع ويكي بيانات